# 1.ª Divisão Francesa Livre
A 1ª Divisão Francesa Livre (em francês:  1re division française libre, 1ª DFL) foi a principal unidade das Forças Francesas Livres (FFL) durante a Segunda Guerra Mundial. Unidade composta por europeus e soldados das colônias, citada quatro vezes nas ordens do exército entre 1942 e 1945, é, com a 3ª Divisão de Infantaria Argelina (3ª DIA), a divisão francesa mais condecorada da Segunda Guerra Mundial.

## Nomes sucessivos
- 1940: Força Expedicionária Francesa Livre;
- 1941: Brigada Francesa Livre do Oriente;
- Maio de 1941: 1ª Divisão Ligeira Francesa Livre;
- 20 de agosto de 1941: Dissolução após a campanha síria;
- 24 de setembro de 1941: reagrupamento de unidades francesas livres do Oriente Médio em 1ª e 2ª Divisões Ligeiras Francesas Livres, cada uma com duas brigadas;
- Dezembro de 1941: a 1ª DLLF, retrabalhada na 1ª Brigada Francesa Livre Independente ou Primeiro Grupo de Brigada Francesa Livre para se adaptar à organização militar britânica, parte para o Deserto Ocidental;
- 1942: reagrupamento das duas brigadas francesas livres independentes do Médio Oriente ou Forças Francesas do Deserto Ocidental, após a partida da 2ª Brigada Francesa Livre Independente do Levante em abril;
- Fevereiro de 1943: recriada sob o nome de 1ª DFL, divisão com três brigadas (1ª, 2ª e 4ª BFL);
- Após a reunificação dos dois exércitos franceses em 1º agosto de 1943, ela foi oficialmente renomeada 11ª Divisão de Infantaria Motorizada com vistas à sua integração ao Corpo Expedicionário Francês na Itália.
- A partir de 1º de maio de 1944, a divisão foi denominada 1ª Divisão de Marcha de Infantaria (1ª DMI). Os gaullistas continuam a chamá-la de "1ª DFL".
- 15 de agosto de 1945: dissolução da 1ª DMI.

## Comandantes
- 1941: Coronel Magrin-Verneret "Monclar":
- 15 de abril de 1941 - 21 de agosto de 1941: General Legentilhomme;
- Janeiro de 1943 - 16 de maio de 1943: General de Larminat;
- 1943: General Kœnig;
- 1º de agosto de 1943: General Brosset;
- 20 de novembro de 1944: General Garbay.

## Segunda Guerra Mundial

### 1940
A 1ª DFL foi oficialmente formada em 1º de fevereiro de 1943 e dissolvida em 15 de agosto de 1945, mas, para seus veteranos, a história desta divisão de infantaria começa no verão de 1940.
Em Londres, em 30 de junho de 1940, entre as tropas que lutaram na Noruega, 900 homens da 13ª Meia-Brigada da Legião Estrangeira, comandada pelo Tenente-Coronel Raoul Magrin-Vernerey, e 60 caçadores alpinos escolheram retornar ao combate. Elementos de uma companhia de tanques, sapadores, artilheiros e marinheiros fazem o mesmo; eles constituirão o 1º Regimento de Fuzileiros Navais.
No Médio Oriente, 350 rebeldes de um batalhão estacionado em Chipre, liderado pelo Capitão Jean Lorotte de Banes  cruzaram a fronteira para o Egito Britânico. Com 120 homens do Capitão Raphaël Folliot, que deixaram o Líbano Francês em 27 de junho, constituem o 1º Batalhão de Infantaria de Marinha.
Eles são acompanhados por legionários do 6º Regimento de Infantaria Estrangeiro, marinheiros da esquadra francesa de Alexandria e parte de um esquadrão de spahis marroquinos a cavalo do 1º Regimento de Spahis, comandado pelo Capitão Paul Jourdier  e que formará o 1º Regimento de Marcha de Spahis Marroquinos.
Na África, parte da 31ª Bateria do 6º Regimento de Artilharia Naval, estacionado em Bobo-Dioulasso, comandado pelo Capitão Jean-Claude Laurent-Champrosay, move-se do Alto Volta para a Costa do Ouro, depois para o Camarões para formar o 1º Regimento de Artilharia Colonial.
Sob o nome de Força Expedicionária Francesa Livre, as tropas treinadas em Londres desembarcaram em Freetown, na Serra Leoa, e participaram de 23 a 25 de setembro de 1940 na tentativa de desembarque em Dacar, antes de serem direcionadas em outubro de 1940 para Duala, no Camarões, anexadas à França Livre. Em novembro de 1940, eles participaram da Campanha do Gabão, antes de chegarem a Durban, na África do Sul, por mar.

### 1941

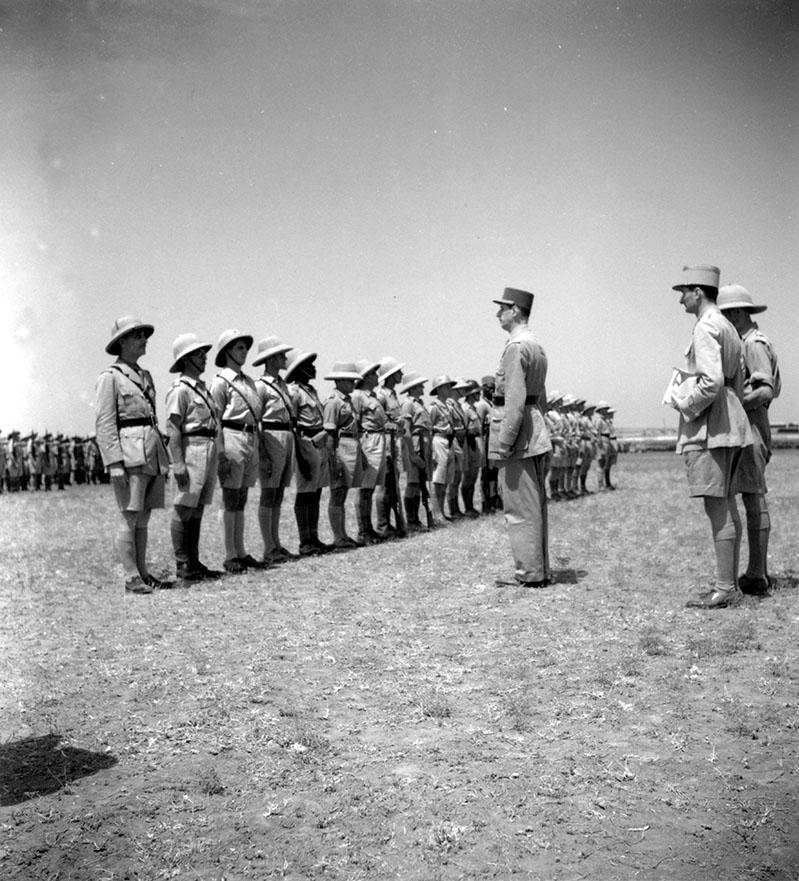
Charles de Gaulle entregando as Cruzes da Libertação aos novos Companheiros, em Qastina, no Mandato da Palestina, em 26 de maio de 1941.

Tendo se tornado a Brigada Francesa Livre do Oriente e comandada pelo Coronel Magrin-Vernerey, conhecido como Monclar, ela deixou Durban e desembarcou em Souakim para participar da campanha na Eritreia. A brigada foi reforçada pelo Batalhão do Pacífico e por tropas da África Francesa Livre que partiram de Brazzaville e passaram por Bangui e Fort Lamy antes de chegar a Cartum e Souakim. A brigada foi vitoriosa em Kub Kub em 23 de fevereiro de 1941, depois na Batalha de Keren em 26 de fevereiro e em Massawa em 8 de abril de 1941.
Foi sob o nome de Primeira Divisão Ligeira Francesa Livre e sob o comando do General Legentilhomme que ela entrou na Síria em junho de 1941. As tropas foram enviadas para a Palestina, para Quastina, de onde partiram para combater as forças francesas que permaneceram leais ao regime de Vichy, enquanto os ingleses lançavam a Operação Brevity contra Rommel. A brigada entrou vitoriosamente em Damasco em 21 de junho de 1941, depois continuou seu avanço em Homs, Abu Camal e Alepo antes de chegar a Beirute e Cairo, onde foi dissolvida.

Renasceu na forma de duas brigadas de combate da França Livre:
- A 1ª Brigada Francesa Livre Independente liderada pelo General Koenig;
- A 2ª Brigada Independente Francesa Livre liderada pelo General Cazaud;
- Uma 3ª Brigada Francesa Livre Independente que permanecerá no Líbano Francês e na Síria até o fim da guerra para garantir a proteção desses países.

### 1942

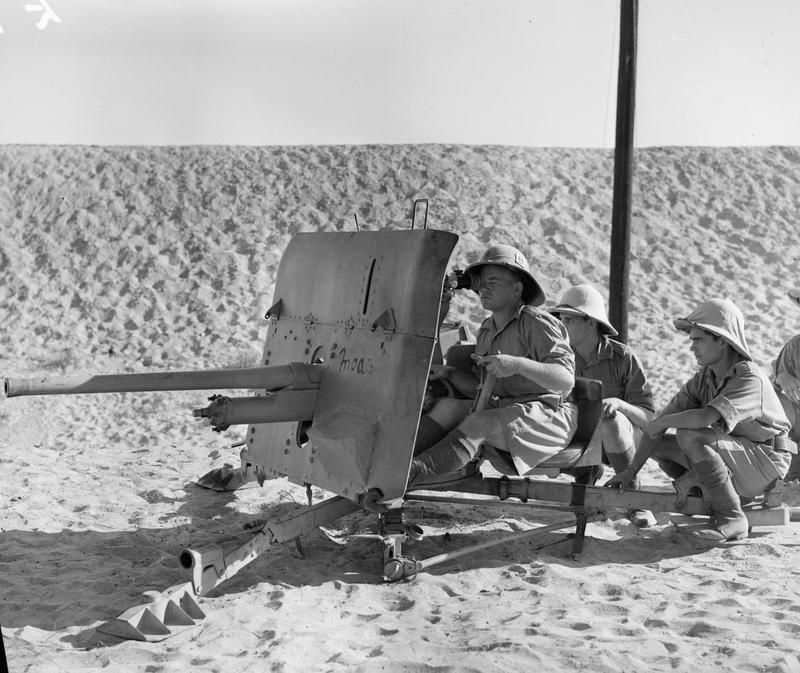
Um canhão antitanque Ordnance QF de 2 libras em serviço com os franceses livres em 1942.

As duas brigadas e a Coluna Voadora Francesa Livre formam o Corpo Francês do Deserto Ocidental dentro do 8º Exército Britânico. A 1ª BFL se destacou em Bir Hakeim de 26 de maio a 11 de junho de 1942, depois na Segunda Batalha de El Alamein em outubro e novembro de 1942, assim como a 2ª brigada que desempenha um papel mais modesto.

### 1943

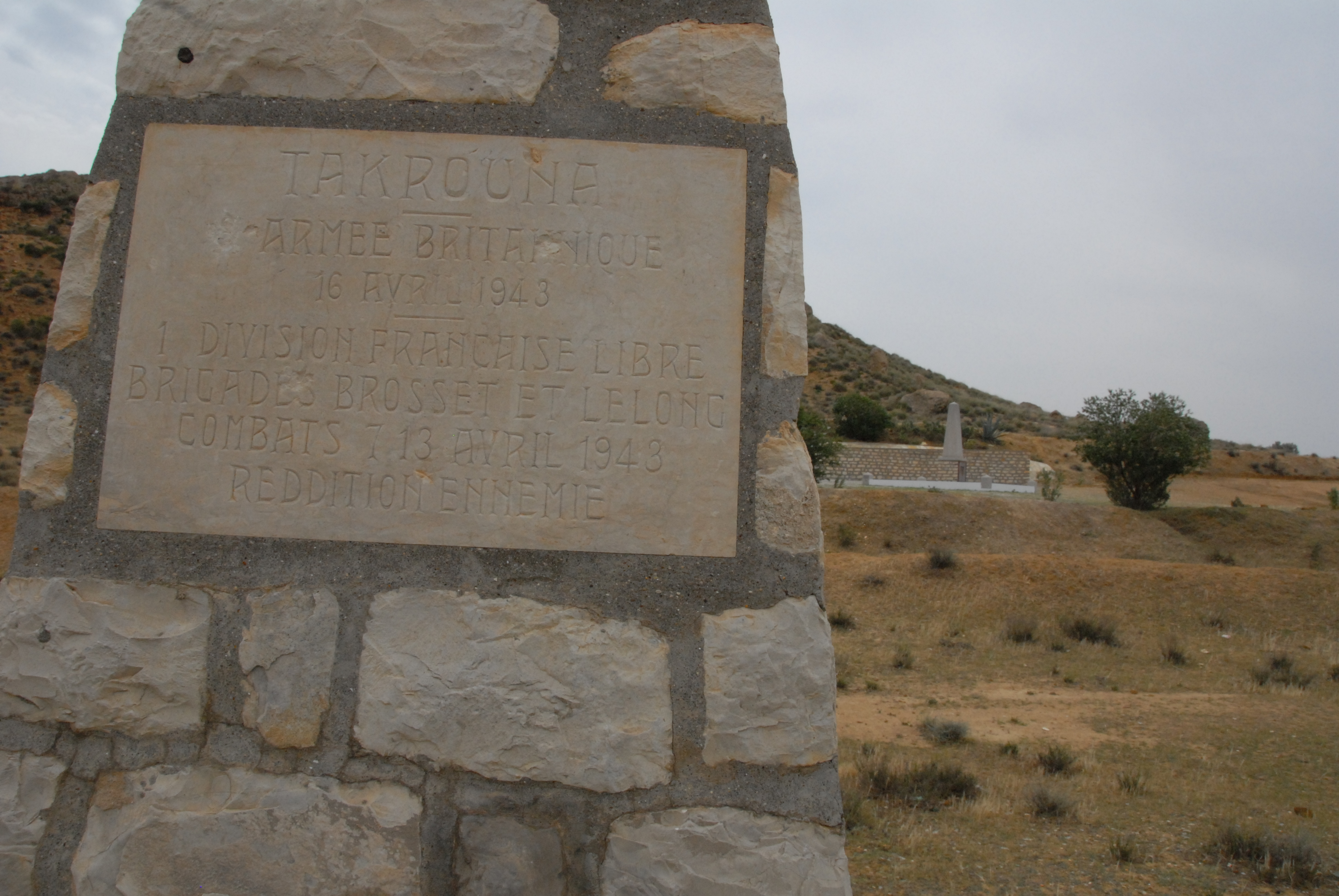
Memorial em Takrouna.

Essas duas brigadas foram unidas em 1º de fevereiro de 1943 na 1ª DFL comandada pelo General de Larminat. Reforçada pela 4ª Brigada do Djibuti, a 1ª DFL participou do fim da campanha da Tunísia em Takrouna em maio de 1943. Em junho de 1943, muitos desertores deixaram o Exército da África para se juntar às suas fileiras. Ela foi então enviada de volta ao deserto da Líbia por dois meses e meio, a pedido do General Giraud. A 2ª DFL do General Leclerc sofrerá o mesmo destino.

Após a reunificação dos dois exércitos franceses em 1º de agosto de 1943, ela foi oficialmente renomeada como 1ª Divisão de Infantaria Motorizada com vistas à sua integração ao Corpo Expedicionário Francês na Itália,, e depois 1ª Divisão de Infantaria de Marcha a partir de 1º de maio de 1944. Entretanto, para aqueles que a compõem, e na maioria das obras a ela dedicadas, ela continua ostentando o nome de 1ª DFL.

### 1944
Comandado pelo General Diego Brosset, foi integrada à Força Expedicionária Francesa e participou da campanha da Itália a partir de abril de 1944. Com o Exército B, desembarcou na Provença em 15 de agosto de 1944 e participou da libertação de Toulon, depois subiu o Ródano após ter enviado alguns esquadrões em reconhecimento a Montpellier. Lyon foi alcançada em 3 de setembro de 1943.

No outono de 1944, a FFI foi integrada durante a fusão no 1º Exército substituiu os 6.000 negros da divisão  durante o que foi chamado na época de branqueamento.

### 1945
A divisão então foi para os Vosges, onde o General Diego Brosset foi morto acidentalmente em 20 de novembro de 1944. O General Pierre Garbay, que o sucedeu, levou sua divisão para a campanha da Alsácia, onde, no início de janeiro de 1945, desempenhou um papel fundamental na defesa de Estrasburgo, antes de participar da libertação de Colmar. Em março de 1945, ela deixou a Guarda do Reno para a frente alpina, onde capturou o Maciço de Authion (Alpes do Sul), capturou Tende e La Brigue e cruzou para a Itália. Enquanto marchava em direção a Turim, foi detida pela rendição do exército alemão na Itália em 2 de maio de 1945.

## Homenagens
Quarenta e oito cemitérios, que abrigam mais de 3.600 de seus mortos, marcam o seu percurso. Oito de suas unidades foram nomeadas Companheiros da Libertação. Quatro dos seus mortos representam os combatentes uniformizados e repousam no Memorial da França Combatente em Mont Valérien, sob o epitáfio: "Estamos aqui para testemunhar a História de que de 1939 a 1945 seus filhos lutaram para que a França vivesse livre":
- Cofre nº 4: Maboulkede (1921-1944) – Soldado do 24º Batalhão de Marcha (BM 24). Morto pelo inimigo em 22 de agosto de 1944 em La Garde.
- Cofre nº 8: Georges Brière (1922-1944) – Marinheiro do 1º Regimento de Fuzileiros Navais. Morto pelo inimigo em 25 de novembro de 1944 em Giromagny, Território de Belfort.
- Cofre nº 15: Marius Duport (1919-1944) – 2º Tenente do 22º Batalhão Norte-Africano (22º BMNA). Morto pelo inimigo durante a Campanha da Itália, em 14 de maio de 1944, em San Clemente, na Itália.
- Cofre nº 16: Antonin Mourgues (1919-1942) – Cabo do Batalhão de Infantaria de Marinha e do Pacífico (BIMP). Morto pelo inimigo em 1º de novembro de 1942 em El-Mreir, no Egito, durante a Segunda Batalha de El-Alamein.

Ruas em várias cidades da França receberam nomes em homenagem à Divisão, como o Boulevard de la Première-Division-française-libre em Cannes.

## Perdas
As perdas totais da divisão durante a Segunda Guerra Mundial foram de 3.619 mortos, incluindo 1.126 "nativos coloniais" (31%), com 2.400 mortos (67%) durante o período de abril de 1944 a maio de 1945:
| Ano   | Perdas europeias |          | Perdas coloniais |          | Perdas totais |          | % do ano | Número de mortes por mês |
| ----- | ---------------- | -------- | ---------------- | -------- | ------------- | -------- | -------- | ------------------------ |
|       | Total            | Oficiais | Total            | Oficiais | Total         | Oficiais |          |                          |
| 1940  | 8                | 0        | 0                | 0        | 8             | 0        | 0,19     | 1,3                      |
| 1941  | 200              | 12       | 94               | 0        | 294           | 12       | 8,07     | 24,5                     |
| 1942  | 375              | 28       | 195              | 1        | 570           | 29       | 15,7     | 47,5                     |
| 1943  | 137              | 15       | 134              | 1        | 271           | 16       | 7,48     | 22,6                     |
| 1944  | 1.038            | 97       | 631              | 2        | 1.669         | 99       | 46,1     | 139                      |
| 1945  | 735              | 35       | 72               | 1        | 807           | 36       | 22,5     | 161                      |
| Total | 2.493            | 187      | 1.126            | 5        | 3.619         | 192      | 100      |                          |

## Composição
As listas abaixo fornecem os nomes das unidades que pertenciam à 1ª DFL em 1944.

### Unidades de combate

#### Infantaria

##### 1ª Brigada
- 1º Batalhão da 13ª Meia-Brigada da Legião Estrangeira (13ª DBLE).[3]
- 2º Batalhão da 13ª Meia-Brigada da Legião Estrangeira (13ª DBLE).[3][4]
- 22º Batalhão de Marcha Norte-Africano (22º BMNA).[3]

##### 2ª Brigada
- Batalhão de Marcha nº 4.[3]
- Batalhão de Marcha nº 5.[3]
- Batalhão de Marcha nº 11, formado na Síria em 1941 a partir da divisão do BM 1.[3]

##### 4ª Brigada
- Batalhão de Marcha nº 21, formado após a mobilização do Djibuti.[3]
- Batalhão de Marcha nº 24 (mesma origem do BM 21).[3]
- Batalhão de Infantaria de Marinha e do Pacífico  (BIMP), do reagrupamento do 1º Batalhão de Infantaria de Marinha e Batalhão do Pacífico nº 1 após a Batalha de Bir Hakeim.

#### Outras armas
- 1º Regimento de Fuzileiros Navais, como uma unidade de reconhecimento.[3]
- 21º Grupo Antilhano Antiaéreo, formado a partir do Batalhão de Marcha Antilhano nº 1.
- 1º Regimento de Artilharia das Forças Francesas Livres (RAFFL).[4]
- 1º Regimento de Marcha de Spahis Marroquinos.[4] (atribuído à coluna Leclerc durante a campanha da Tunísia e depois na 2ª DB).
- Companhia do Quartel-General nº 50 (e 51, 52).
- 101ª Companhia Automobilística (e 102ª, 103ª e 105ª). [5]
- 1º Batalhão de Transmissões.[6]
- 9ª Companhia de Reparos Divisionais (e Oficinas Pesadas 1, 2 e 3).[7]
- 1º Destacamento de Trânsito Rodoviário.[6]
- Reitoria.
- Grupo de Exploração Divisional (Intendência).[8]
- Ambulância Hadfield-Spears.[6]
- Ambulância Cirúrgica Leve.[6]

##### Outras unidades que fizeram parte da divisão antes de 1944
- Batalhão de Marcha nº 1.[2] Com a DFL, participou das campanhas do Gabão, Eritreia e Síria. Em seguida participou Catégorie:Article à référence nécessaire  das campanhas de Fezzan e Tunísia com a coluna Leclerc antes que homens e oficiais fossem distribuídos entre várias unidades em 1943.
- Batalhão de Marcha nº 2, anexado ao 3ª Brigada Francesa Independente do Coronel de Tournadre, na Síria, em julho de 1942, depois enviado para Madagascar e AEF.
- Batalhão de Marcha nº 3,[2] dissolvido em 1942.
- Batalhão de Marcha nº 22,[2] do Djibuti em 1943.
- 1º Batalhão de Infantaria de Marinha,[2] fundido com o BP 1 no BIMP.
- Batalhão do Pacífico nº 1,[2] fundido com o 1º BIM no BIMP.
- 1ª Companhia Autônoma de Carros de Combate,[2] tornou-se o 501º RCC na 2ª DB.[4]
- 2º Regimento de Artilharia Colonial.[2]

#### Outras unidades que fizeram parte da divisão depois de 1944
- 11º Regimento de Couraceiros, como um regimento de infantaria após setembro de 1944. [3]

## Condecorações
A divisão foi citada 4 vezes nas ordens do exército (26 de junho de 1942 pela Batalha de Bir Hakeim; 27 de janeiro de 1945 pela Itália e pelos Vosges; 16 de março de 1945, por seus combates na Alsácia; 7 de julho de 1945, pela campanha de Authion) e seus principais regimentos obtiveram a fourragère recompensando pelo menos duas citações nas ordens do exército.
- Fourragère com azeitona nas cores da fita da Medalha Militar e da Cruz de Guerra 1939-1945 (4-5 citações na ordem do exército)
  - 13ª Meia-Brigada da Legião Estrangeira
  - Batalhão de Infantaria de Marinha e do Pacífico
  - 1º Regimento de Fuzileiros Navais
- Fourragère com azeitona nas cores da fita da Cruz de Guerra 1939-1945 (2-3 citações na ordem do Exército)
  - Batalhões de Marcha nº 2
  - Batalhões de Marcha nº 5